# Nieznany Bór (przystanek kolejowy)
Nieznany Bór – przystanek kolejowy na linii kolejowej z Hajnówki do Białowieży. W pobliżu przystanku (w stronę Białowieży) odgałęzia się bocznica do jednostki wojskowej 2186 (2 Centralna Składnica Materiałów Wybuchowych Wojsk Inżynieryjno-Saperskich) o tej samej nazwie, zaś z drugiej strony przebiega wiadukt nad linią wąskotorową Hajnówka – Topiło.

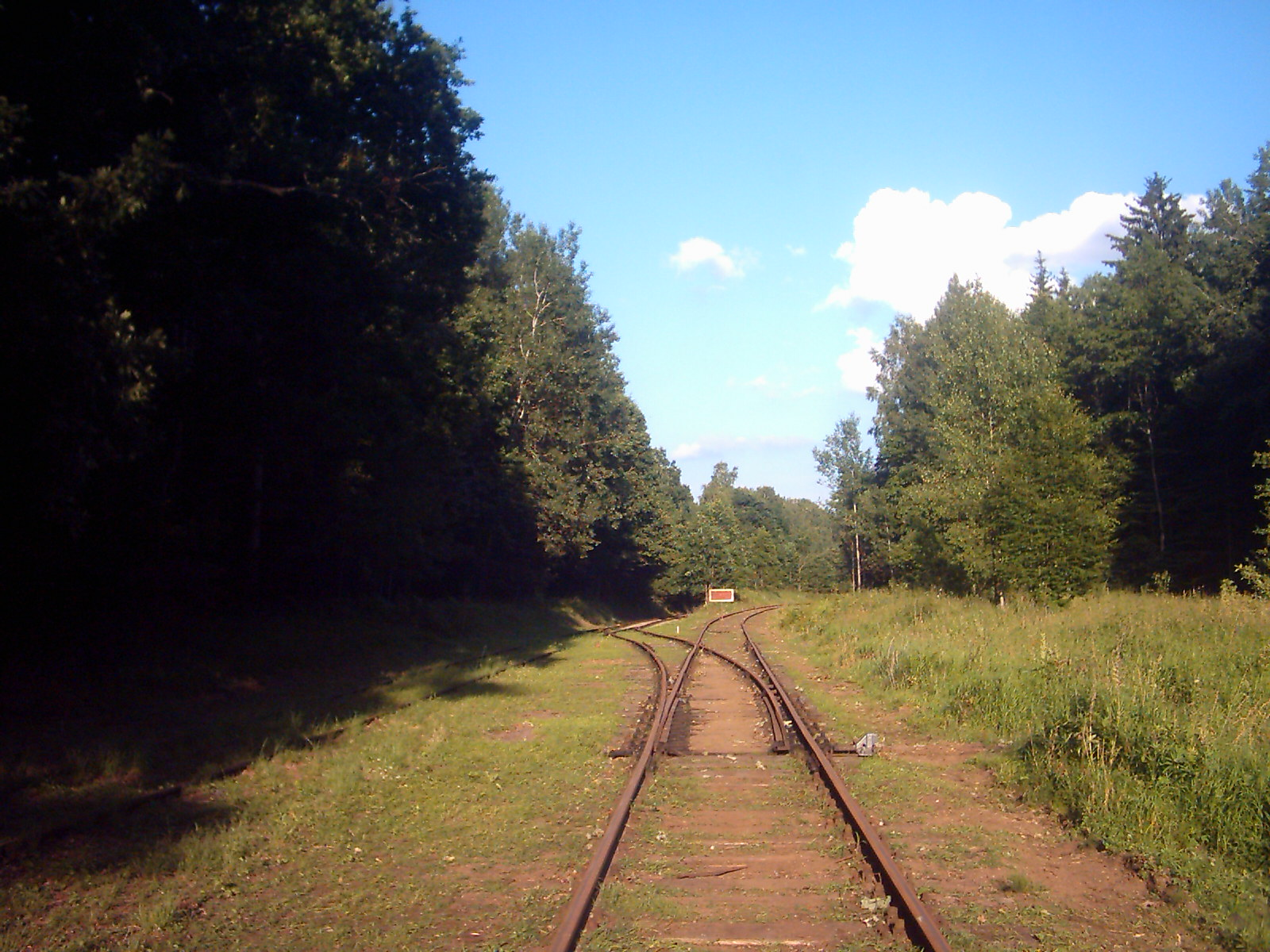
Odgałęzienie toru do JW – 2009
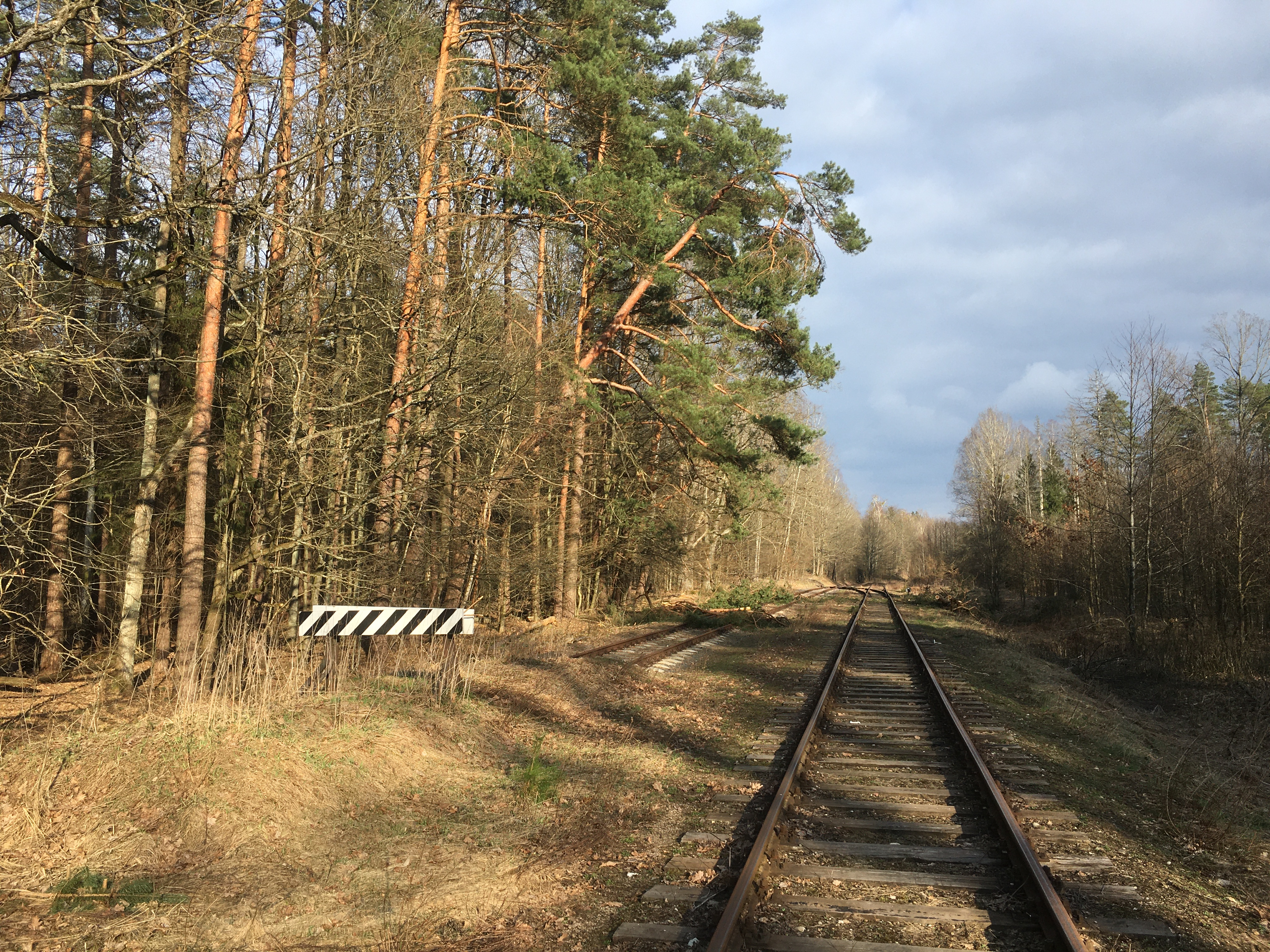
Odgałęzienie toru do JW – 2021